# Plusia manchurica
Plusia manchurica là một loài bướm đêm trong họ Noctuidae.